# Atletismo nos Jogos Olímpicos de Verão de 2016 - Salto em altura feminino
A competição do salto em altura feminino do atletismo nos Jogos Olímpicos de Verão de 2016 aconteceu entre os dias 18 e 20 de agosto no Estádio Olímpico.

## Calendário
Horário local (UTC-3).
| Data                         | Horário | Fase          |
| ---------------------------- | ------- | ------------- |
| Quinta, 18 de agosto de 2016 | 10:00   | Eliminatórias |
| Sábado, 20 de agosto de 2016 | 20:30   | Final         |

## Medalhistas
| Ouro   | ESP Ruth Beitia     |
| Prata  | BUL Mirela Demireva |
| Bronze | CRO Blanka Vlašić   |

## Recordes
Antes desta competição, os recordes mundiais e olímpicos da prova eram os seguintes:
| Tipo | Atleta             | Marca  | Local  | Data                 |
| ---- | ------------------ | ------ | ------ | -------------------- |
|      | Stefka Kostadinova | 2,09 m | Roma   | 30 de agosto de 1987 |
|      | Yelena Slesarenko  | 2,06 m | Atenas | 28 de agosto de 2004 |

## Resultados

### Eliminatórias
Qualificação: 1,94m (Q) ou os 12 melhores qualificados (q) avançam para as finais.
| Pos. | Grupo | Atleta                     | CON                   | 1.80 | 1.85 | 1.89 | 1.92 | 1.94 | Resultado | Notas                |
| ---- | ----- | -------------------------- | --------------------- | ---- | ---- | ---- | ---- | ---- | --------- | -------------------- |
| 1    | B     | Ruth Beitia                | ESP Espanha           | –    | o    | o    | o    | o    | 1.94      | Q                    |
| 1    | A     | Chaunte Lowe               | USA Estados Unidos    | o    | o    | o    | o    | o    | 1.94      | Q                    |
| 1    | B     | Inika McPherson            | USA Estados Unidos    | –    | o    | –    | o    | o    | 1.94      | Q,                   |
| 1    | B     | Svetlana Radzivil          | UZB Uzbequistão       | o    | o    | o    | o    | o    | 1.94      | Q                    |
| 1    | A     | Levern Spencer             | LCA Santa Lúcia       | o    | o    | o    | o    | o    | 1.94      | Q                    |
| 1    | B     | Blanka Vlašić              | CRO Croácia           | –    | o    | o    | o    | o    | 1.94      | Q                    |
| 7    | B     | Sofie Skoog                | SWE Suécia            | o    | o    | xo   | o    | o    | 1.94      | Q,                   |
| 7    | B     | Alessia Trost              | ITA Itália            | o    | o    | xo   | o    | o    | 1.94      | Q                    |
| 9    | A     | Mirela Demireva            | BUL Bulgária          | o    | o    | o    | xxo  | o    | 1.94      | Q                    |
| 9    | B     | Kamila Lićwinko            | POL Polônia           | –    | o    | xo   | xo   | o    | 1.94      | Q                    |
| 11   | B     | Airinė Palšytė             | LTU Lituânia          | o    | o    | o    | xo   | xo   | 1.94      | Q                    |
| 12   | B     | Marie-Laurence Jungfleisch | GER Alemanha          | o    | o    | o    | xxo  | xo   | 1.94      | Q                    |
| 13   | A     | Iryna Herashchenko         | UKR Ucrânia           | o    | o    | o    | o    | xxo  | 1.94      | Q,                   |
| 14   | B     | Alyxandria Treasure        | CAN Canadá            | o    | o    | o    | xo   | xxo  | 1.94      | Q,                   |
| 15   | A     | Vashti Cunningham          | USA Estados Unidos    | –    | o    | xo   | xo   | xxo  | 1.94      | Q                    |
| 15   | A     | Morgan Lake                | GBR Grã-Bretanha      | o    | o    | o    | xxo  | xxo  | 1.94      | Q,                   |
| 15   | A     | Desirée Rossit             | ITA Itália            | o    | o    | xxo  | o    | xxo  | 1.94      | Q                    |
| 18   | A     | Michaela Hrubá             | CZE República Checa   | o    | o    | o    | o    | xxx  | 1.92      |                      |
| 19   | A     | Yuliya Levchenko           | UKR Ucrânia           | o    | o    | xo   | o    | xxx  | 1.92      |                      |
| 20   | A     | Nadiya Dusanova            | UZB Uzbequistão       | o    | o    | xo   | xo   | xxx  | 1.92      |                      |
| 21   | B     | Maruša Černjul             | SLO Eslovênia         | o    | o    | o    | xxo  | xxx  | 1.92      |                      |
| 22   | B     | Oksana Okunyeva            | UKR Ucrânia           | o    | o    | o    | xxx  |      | 1.89      |                      |
| 22   | A     | Eleanor Patterson          | AUS Austrália         | –    | o    | o    | xxx  |      | 1.89      |                      |
| 22   | A     | Ana Šimić                  | CRO Croácia           | –    | o    | o    | xxx  |      | 1.89      |                      |
| 25   | B     | Jeanelle Scheper           | LCA Santa Lúcia       | xo   | o    | o    | xxx  |      | 1.89      |                      |
| 26   | B     | Linda Sandblom             | FIN Finlândia         | o    | xo   | xo   | xxx  |      | 1.89      |                      |
| 27   | A     | Doreen Amata               | NGR Nigéria           | o    | xxo  | xo   | xxx  |      | 1.89      |                      |
| 28   | A     | Priscilla Frederick        | ANT Antígua e Barbuda | o    | xxo  | xxo  | xxx  |      | 1.89      |                      |
| 29   | A     | Erika Kinsey               | SWE Suécia            | o    | o    | xxx  |      |      | 1.85      |                      |
| 29   | B     | Lissa Labiche              | SEY Seicheles         | o    | o    | xxx  |      |      | 1.85      |                      |
| 31   | A     | Akela Jones                | BAR Barbados          | o    | xo   | xxx  |      |      | 1.85      |                      |
| 32   | B     | Tonje Angelsen             | NOR Noruega           | xo   | xxx  |      |      |      | 1.80      |                      |
| 32   | A     | Leontia Kallenou           | CYP Chipre            | xo   | xxx  |      |      |      | 1.80      | Recorde da temporada |
| 32   | A     | Valentina Liashenko        | GEO Geórgia           | xo   | xxx  |      |      |      | 1.80      |                      |
| 32   | B     | Barbara Szabo              | HUN Hungria           | xo   | xxx  |      |      |      | 1.80      |                      |
| –    | B     | Nafissatou Thiam           | BEL Bélgica           |      |      |      |      |      | DNS       |                      |

### Final
| Pos.              | Atleta                     | CON                | 1.88 | 1.93 | 1.97 | 2.00 | Resultado | Notas                |
| ----------------- | -------------------------- | ------------------ | ---- | ---- | ---- | ---- | --------- | -------------------- |
| Medalha de ouro   | Ruth Beitia                | ESP Espanha        | o    | o    | o    | xxx  | 1.97      |                      |
| Medalha de prata  | Mirela Demireva            | BUL Bulgária       | xo   | o    | o    | xxx  | 1.97      | Recorde pessoal      |
| Medalha de bronze | Blanka Vlašić              | CRO Croácia        | xo   | xo   | xo   | xxx  | 1.97      | Recorde da temporada |
| 4                 | Chaunte Lowe               | USA Estados Unidos | o    | o    | xxo  | xxx  | 1.97      |                      |
| 5                 | Alessia Trost              | ITA Itália         | o    | o    | xxx  |      | 1.93      |                      |
| 6                 | Levern Spencer             | LCA Santa Lúcia    | xo   | o    | xxx  |      | 1.93      |                      |
| 7                 | Sofie Skoog                | SWE Suécia         | o    | xo   | xxx  |      | 1.93      |                      |
| 7                 | Marie-Laurence Jungfleisch | GER Alemanha       | o    | xo   | xxx  |      | 1.93      |                      |
| 9                 | Kamila Lićwinko            | POL Polônia        | xo   | xo   | xxx  |      | 1.93      |                      |
| 10                | Iryna Herashchenko         | UKR Ucrânia        | o    | xxo  | xxx  |      | 1.93      |                      |
| 10                | Morgan Lake                | GBR Grã-Bretanha   | o    | xxo  | xxx  |      | 1.93      |                      |
| 10                | Inika McPherson            | USA Estados Unidos | o    | xxo  | xxx  |      | 1.93      |                      |
| 13                | Airinė Palšytė             | LTU Lituânia       | o    | xxx  |      |      | 1.88      |                      |
| 13                | Svetlana Radzivil          | UZB Uzbequistão    | o    | xxx  |      |      | 1.88      |                      |
| 13                | Vashti Cunningham          | USA Estados Unidos | o    | xxx  |      |      | 1.88      |                      |
| 16                | Desirée Rossit             | ITA Itália         | xo   | xxx  |      |      | 1.88      |                      |
| 17                | Alyxandria Treasure        | CAN Canadá         | xxo  | xxx  |      |      | 1.88      |                      |

Legenda
| Recorde mundial      | Recorde mundial (World record)               |                       | Recorde africano                      | Recorde africano (African) |                                           | Q | Classificado por posição (Qualified) |
| Recorde olímpico     | Recorde olímpico (Olympic record)            | Recorde da América    | Recorde da América (Americas)         | q                          | Classificado por melhor tempo (Qualified) |   |                                      |
| Melhor marca do ano  | Melhor marca do ano (World leading)          | Recorde asiático      | Recorde asiático (Asian)              | DNS                        | Não largou (Did not start)                |   |                                      |
| Recorde nacional     | Recorde nacional (National record)           | Recorde europeu       | Recorde europeu (European)            | DNF                        | Não terminou (Did not finish)             |   |                                      |
| Recorde pessoal      | Recorde pessoal do atleta (Personal best)    | Recorde da Oceania    | Recorde da Oceania (Oceania)          | DSQ / DQ                   | Desclassificado (Disqualified)            |   |                                      |
| Recorde da temporada | Recorde da temporada do atleta (Season best) | Recorde sul-americano | Recorde sul-americano (South America) | NM                         | Sem marca (No mark)                       |   |                                      |